# 옥포항
옥포항(玉浦港)은 경상남도 거제시 아주동을 중심으로 요철 모양으로 들어간 지형으로 대우조선소를 기준으로 왼쪽에 옥수2동과 오른쪽의 장승포동과 능포동 사이의 바다 포구를 일컫는다. 중앙은 대우조선소, 좌측은 옥포항(玉浦港)이 자리잡고 있다.

## 옥포항
장승포 양지암 두툽바위 끝에서 외포 망월산 끝까지 6.2km의 거리다. 내해 수심 16∼17m, 외해 수심 22m다. 이 항구는 옥녀봉과 국사봉 사이에 있는 항구다.
우리나라 최동남단 거제는 왜적을 방어하는 전초기지 역할을 했다. 옥포는 군사적으로 요충지였기 때문에 옥포진과 조라진이 옥포항에 있었다. 거제의 동쪽에 있는 옥포항은 수심이 깊고 풍랑이 없는 항구다. 항구를 벗어나면 거제와 부산 뱃길의 관문이며, 대마도가 나타난다. 일본과 가까운 곳으로 내륙으로 쉽게 접근이 용이한 곳이므로 일본의 침입이 먼저 있었던 곳이다.
임진왜란 때는 이순신 장군이 1592년 임진년 5월 7일 왜적을 최초로 무찔렀던 전투를 벌인 유서깊은 장소이다. 이충무공의 업적을 기리기 위해, 1957년에 당등산에 기념탑과 옥포정을 세우고, 매년 5월 7일 기념제전과 문화행사를 했다.
1973년에 대우조선소 설치로 당등산이 허물어지고, 1975년에 대우조선 부지 내로 옮겼다. 옥포항은 지정항(국제항)으로 항만청장이 관리한다. 내항은 2.8km, 항장 5.6km이다.

## 같이 보기
- 옥포해전
- 옥포대첩기념공원